# Patric Niederhauser
Patric Niederhauser (Münsingen, 8 de outubro de 1991) é um automobilista suíço.
Niederhauser disputou a temporada de 2012 da GP3 Series pela Jenzer Motorsport. Ele permaneceu na equipe para a temporada de 2013. Niederhauser mudou para a Arden International para disputar a temporada de 2014 da GP3. Ele disputou algumas etapas da temporada de 2015 da GP2 Series pela equipe Lazarus.